# 卢茨扬·泽利戈夫斯基

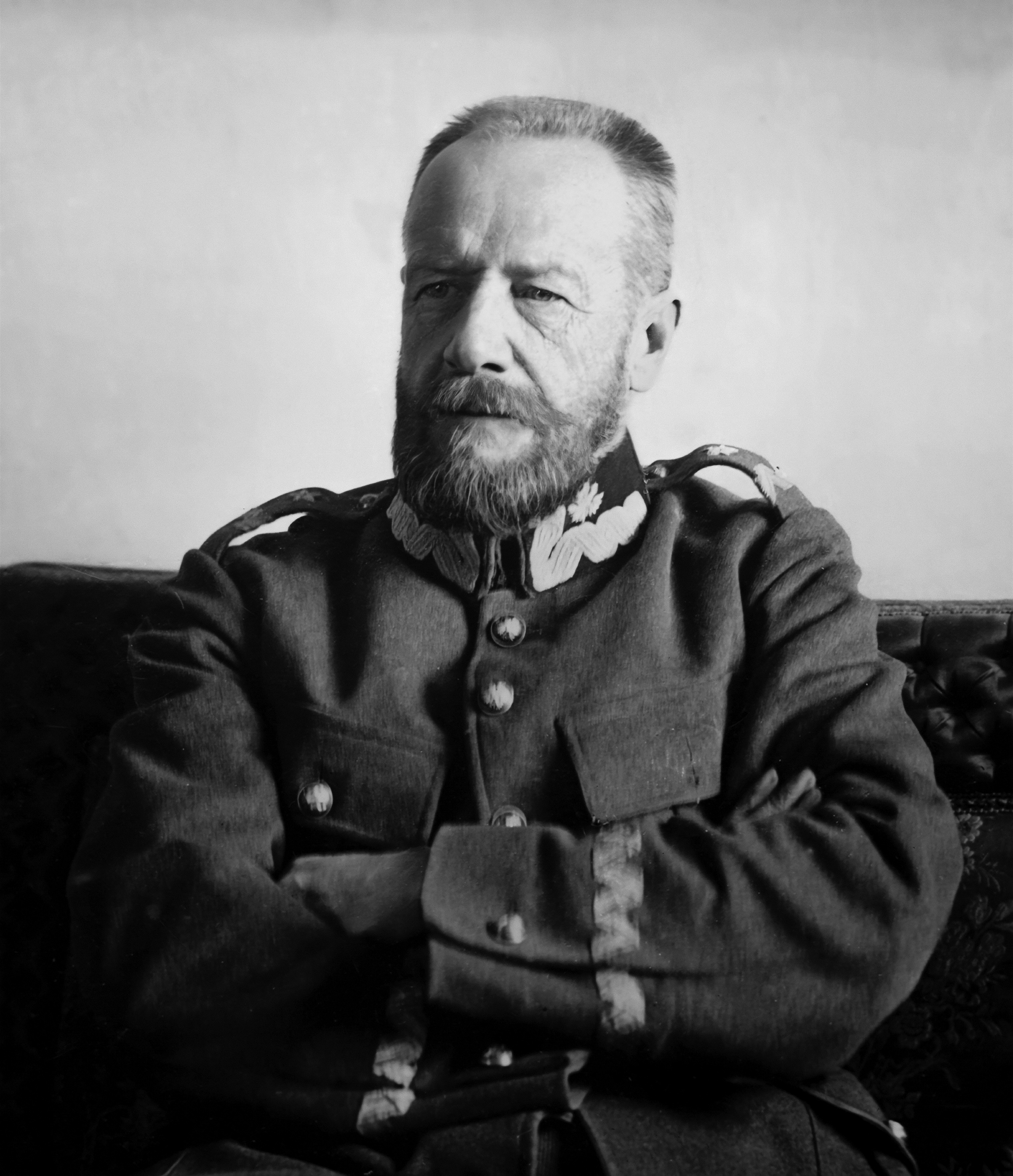
卢茨扬·热利戈夫斯基将军

卢茨扬·热利戈夫斯基（波蘭語：Lucjan Żeligowski，波蘭語：[ˈlut͡sjan ʐɛliˈɡɔfskʲi]，1865年10月17日—1947年7月9日），是波兰第二共和国将军、政治人物和军事指挥官。热利戈夫斯基曾参加过第一次世界大战、波苏战争以及第二次世界大战。他以在1920年发动兵变并成立中立陶宛共和国而著称。

## 文献来源
- Palij, Michael, , Toronto, Ontario: Canadian Institute of Ukrainian Studies Press / University of Toronto, 1995, ISBN 1-895571-05-7
- Snyder, Timothy D., , New Haven & London: Yale University Press, 2003, ISBN 0-300-09569-4[永久]